# Until Dawn
Until Dawn – komputerowa gra przygodowa (interaktywny horror) stworzona przez Supermassive Games, wydana 25 sierpnia 2015 na PlayStation 4 przez Sony Computer Entertainment. Fabuła rozgrywa się na fikcyjnej górze Blackwood, na której uwięzionych zostaje ośmioro młodych dorosłych, próbujących pozostać przy życiu do nastania świtu. Ważnym aspektem gry jest mechanika efektu motyla, w ramach której decyzje podejmowane przez gracza mogą wpłynąć na to, jak potoczy się historia. W zależności od podjętych wyborów wszystkie postacie mogą przeżyć noc lub zginąć. Wydarzenia przedstawione są z perspektywy trzeciej osoby, a w rozwiązaniu tajemnicy pomagają znajdowane po drodze wskazówki.
Pierwotnie Until Dawn planowano jako pierwszoosobową grę na PlayStation 3 z obsługą kontrolera Move, jednak ze sterowania ruchowego zrezygnowano po podjęciu decyzji, żeby projekt wydać na PlayStation 4. Scenariusz napisali Larry Fessenden i Graham Reznick, których celem było stworzenie odpowiednika slashera w formie gry komputerowej. Twórcy czerpali inspiracje z różnych źródeł, w tym z filmów (Martwe zło II czy Duch) oraz gier komputerowych (Heavy Rain, Resident Evil czy Silent Hill). Żeby upewnić się, że gra jest wystarczająco straszna, twórcy mierzyli reakcje skórno-galwaniczne jej testerów. Muzykę skomponował Jason Graves. Until Dawn powstało na silniku Decima napisanym przez studio Guerrilla Games. W postacie podczas nagrań performance capture wcielali się m.in. Rami Malek i Hayden Panettiere.
Grę zapowiedziano podczas targów Gamescom w 2012 roku, a do sprzedaży trafiła w sierpniu 2015. Chociaż Sony nie przeznaczyło na jej promocję dużych środków, sprzedaż znacząco przekroczyła oczekiwania wydawcy. Until Dawn spotkało się z ogólnie pozytywnym przyjęciem ze strony recenzentów i było nominowane w kilku końcoworocznych zestawieniach dla najlepszych gier roku. Krytycy chwalili rozgałęziającą się fabułę, mechanikę efektu motyla, świat przedstawiony, postacie i zręczne użycie quick time eventów, krytykowali jednak przede wszystkim sterowanie. Gra doczekała się kilku spin-offów, a w 2022 ukazał się jej duchowy następca – The Quarry. 4 października 2024 do sprzedaży trafił opracowany przez studio Ballistic Moon remake gry przeznaczony na PlayStation 5 i Windows. W tym samym roku ogłoszono też, że w produkcji znajduje się osadzony w uniwersum Until Dawn film, którego premierę zapowiedziano na kwiecień 2025.

## Fabuła
Źródło: Medium, GameCritics, GamesRadar, Digital Trends
Uczestnicy imprezy w domku wypoczynkowym na górze Blackwood robią nieprzyjemny żart Hannie Washington, która upokorzona ucieka do lasu. Za nią wybiega jej siostra bliźniaczka Beth. Obie zaczyna ścigać mężczyzna z miotaczem płomieni; przerażone dziewczyny spadają z urwiska, a ślad po nich ginie.
Rok później brat bliźniaczek, Josh, ponownie zaprasza na górę znajomych, z których większość była obecna podczas zaginięcia – przyjaciółkę bliźniaczek Sam Giddings; swojego przyjaciela Chrisa Hartley’ego; Emily Davis z jej nowym chłopakiem, Mattem Taylorem; byłego chłopaka Emily Mike’a Munroe’a i jego nową dziewczynę, Jessicę Riley. Pomimo napięć pomiędzy członkami grupy oraz oporami przed powrotem w to miejsce w rocznicę tragedii, wszyscy przyjmują zaproszenie Josha. Wieczorem kolejką górską docierają na górę, a następnie dzielą się na mniejsze grupy.
Mike i Jessica idą na schadzkę do domku dla gości, z którego dziewczyna zostaje porwana przez nieznaną postać. Kiedy Mike dociera do niej, dziewczyna albo jest już martwa, albo wpada do kopalnianego szybu, przez co chłopak uznaje, że zginęła. Mike rusza za jej porywaczem, trafiając do opuszczonego sanatorium, w którym znajduje informacje o górnikach, którzy w 1952 roku zostali uwięzieni w jaskini wskutek zapadnięcia się tunelu. W międzyczasie w domku Josh, Ashley i Chris są terroryzowani przez zamaskowanego mężczyznę. W zastawionym przez niego narzędziu tortur ginie Josh. Sam, uciekając przed napastnikiem, schodzi do piwnic. Chris zostaje zmuszony do zastrzelenia siebie albo Ashley, w przeciwnym razie oboje zostaną zabici przez olbrzymie piły tarczowe. Matt i Emily, dowiedziawszy się o zabójcy, dostają się do stacji kolejki linowej, gdzie odkrywają, że ta jest zamknięta. Wyruszają w stronę wieży radiowej, żeby wezwać pomoc. Ratownik informuje ich, że ze względu na śnieżycę będą musieli poczekać do świtu. Nieznane stworzenie uszkadza wieżę, która zapada się do starego szybu kopalni, rozdzielając Emily i Matta. Próbując się wydostać, dziewczyna natrafia na miejsce, w którym zginęły bliźniaczki, a w jego pobliżu na odciętą głowę Beth. Kiedy zaczyna ścigać ją stworzenie, udaje się jej uciec z kopalni bądź ginie podczas ucieczki.
Mike odnajduje Sam, z którą dociera do Ashley i Chrisa. Zamaskowanym mężczyzną okazuje się Josh, który sfingował swoją śmierć, żeby zemścić się na pozostałych za ich rolę w domniemanej śmierci jego sióstr. Wypiera się odpowiedzialności za śmierć Jessiki, jednak Mike prowadzi go do szopy i krępuje, żeby pozostał tam do przyjazdu policji. W domku Sam, Mike, Chris, Ashley i Emily (jeśli przeżyła) konfrontują się z nieznajomym z miotaczem płomieni. Wyjawia on, że stworzenia, które porwały Jessicę i zaatakowały Matta oraz Emily to wendigo – górnicy, którzy przeżyli wypadek w 1952 roku. Podczas trzytygodniowego uwięzienia pod ziemią zaczęli jeść ludzkie mięso, przez co zamienili się w wypaczone stwory. Nieznajomy wraz z Chrisem wyprawiają się do szopy po Josha, ale na miejscu odkrywają, że ten zaginął. Nieznajomy – potencjalnie również Chris – zostaje zabity przez wendigo w drodze powrotnej do domku. Jeżeli Emily podczas ucieczki przed wendigo została przez niego ugryziona, przyznaje się do tego – Mike może ją zastrzelić, żeby zapobiec potencjalnemu zarażeniu innych. Uważając, że klucz do kolejki ma Josh, Mike postanawia wrócić do sanatorium, gdzie widział go wcześniej. Pozostali wyruszają za nim. Ashley i Chris po drodze mogą zostać zabici przez wendigo.
Sam i Mike znajdują Josha w kopalniach. Niestabilny psychicznie chłopak ma halucynacje o bliźniaczkach i swoim psychiatrze, doktorze Hillu. Mike próbuje wyprowadzić go w bezpieczne miejsce, ale rozdzielają się, kiedy Josha atakuje wendigo. Josh ginie, o ile Sam nie udało się zebrać wcześniej odpowiedniej liczby wskazówek, żeby poznać prawdę: stworem jest Hannah, która zamieniła się w niego po zjedzeniu ciała Beth. Jessica i/lub Matt, jeżeli przeżyli do tego momentu, uciekają przed Hannah przez kopalnie. Mike i Sam docierają do domku, chcąc schronić się z pozostałymi w piwnicy, na miejscu okazuje się jednak, że zostało ono opanowane przez wendigo. Podczas walki ze stworami dochodzi do wycieku gazu, który Mike i Sam wykorzystują do zniszczenia domku i zabicia potworów, potencjalnie ginąc w eksplozji. Krótko po wybuchu przybywa śmigłowiec ratunkowy, zabierając tych, którzy dotrwali do świtu.
Podczas napisów końcowych postacie, którym udało się przeżyć, są przesłuchiwane przez policję. Co najmniej jedna z nich nalega, żeby przeszukać kopalnie. Jeżeli Josh przeżył, pozostawiony sam i uwięziony na górze zjada nieznajomego, zamieniając się w kolejne wendigo. W remake’u, w zależności od podjętych przez gracza wyborów, możliwe jest odblokowanie dwóch scen po napisach. W jednej z nich Josh – który przetrwał atak wendigo – słyszy głos doktora Hilla wyrażający nadzieję, że odkupi swoje winy. W drugiej, rozgrywającej się rok później w Los Angeles, próbująca pozbierać się po wydarzeniach na górze Blackwood Sam słyszy za drzwiami swojego mieszkania tajemniczy głos.

## Rozgrywka
Until Dawn jest interaktywnym filmem, w którym gracz przejmuje kontrolę nad ośmioma postaciami próbującymi przetrwać do świtu na górze Blackwood. Na rozgrywkę składa się głównie kombinacja przerywników filmowych i eksploracji z perspektywy trzeciej osoby. Gracz steruje postaciami, prowadząc je przez liniowe poziomy, znajdując wskazówki i przedmioty, takie jak totemy pokazujące mogącą wydarzyć się przyszłość. Gra pozwala na śledzenie wszystkich wskazówek fabularnych i sekretów odkrytych przez gracza we wszystkich podejściach do niej. Sceny akcji opierają się przede wszystkim na quick time eventach (QTE). W Until Dawn zaimplementowano mechanikę „nie ruszaj się” wykorzystującą żyroskop DualShocka 4 – kiedy bohater chowa się przed zagrożeniem, gracz nie może poruszać kontrolerem, żeby nie zdradzić pozycji postaci.
Podejmowane przez gracza decyzje znajdują odzwierciedlenie w systemie efektu motyla. Część decyzji nie ma większego przełożenia na fabułę, inne wpływają na statystyki postaci i ich relacje ze znajomymi, podczas gdy jeszcze inne mogą przeważyć o losie określonych bohaterów. Na podjęcie niektórych decyzji gracz otrzymuje ograniczony czas, musząc spieszyć się z wyborem. Część decyzji może odblokować nowe wydarzenia i spowodować nieprzewidziane konsekwencje. Gracz może sprawdzić osobowość kontrolowanej postaci i relacje, jakie łączą ją z innymi bohaterami. W zależności od podejmowanych przez gracza wyborów wszystkie postacie mogą zginąć. Śmierć jest permanentna, a w przypadku zgonu któregoś z bohaterów fabuła toczy się dalej, dostosowując się do zmniejszonej liczby postaci. Rygorystyczny system automatycznego zapisu uniemożliwia wczytanie wcześniejszego stanu gry, co ma zapobiec oszustwom i zmusić gracza do zaakceptowania niekorzystnego obrotu wydarzeń. Jedynym sposobem na ich zmianę jest rozpoczęcie gry od początku bądź od określonego rozdziału i podjęcie innych wyborów. W grze dostępnych jest kilkaset wariantów zakończenia, stanowiących wypadkową dwudziestu dwóch kluczowych decyzji podjętych w jej trakcie. Until Dawn podzielono na dziesięć rozdziałów, pomiędzy którymi gracz spotyka się z psychiatrą, doktorem Alanem J. Hillem. Ten zwraca się bezpośrednio do gracza, burząc czwartą ścianę, rozmawiając z nim o jego lękach i analizując podjęte przezeń wybory. Interludia z podobną do doktora Hilla postacią burzącą czwartą ścianę pojawiły się także w późniejszych grach studia, jak The Dark Pictures Anthology (od 2019) i The Quarry (2022).

## Produkcja

### Rozwój projektu

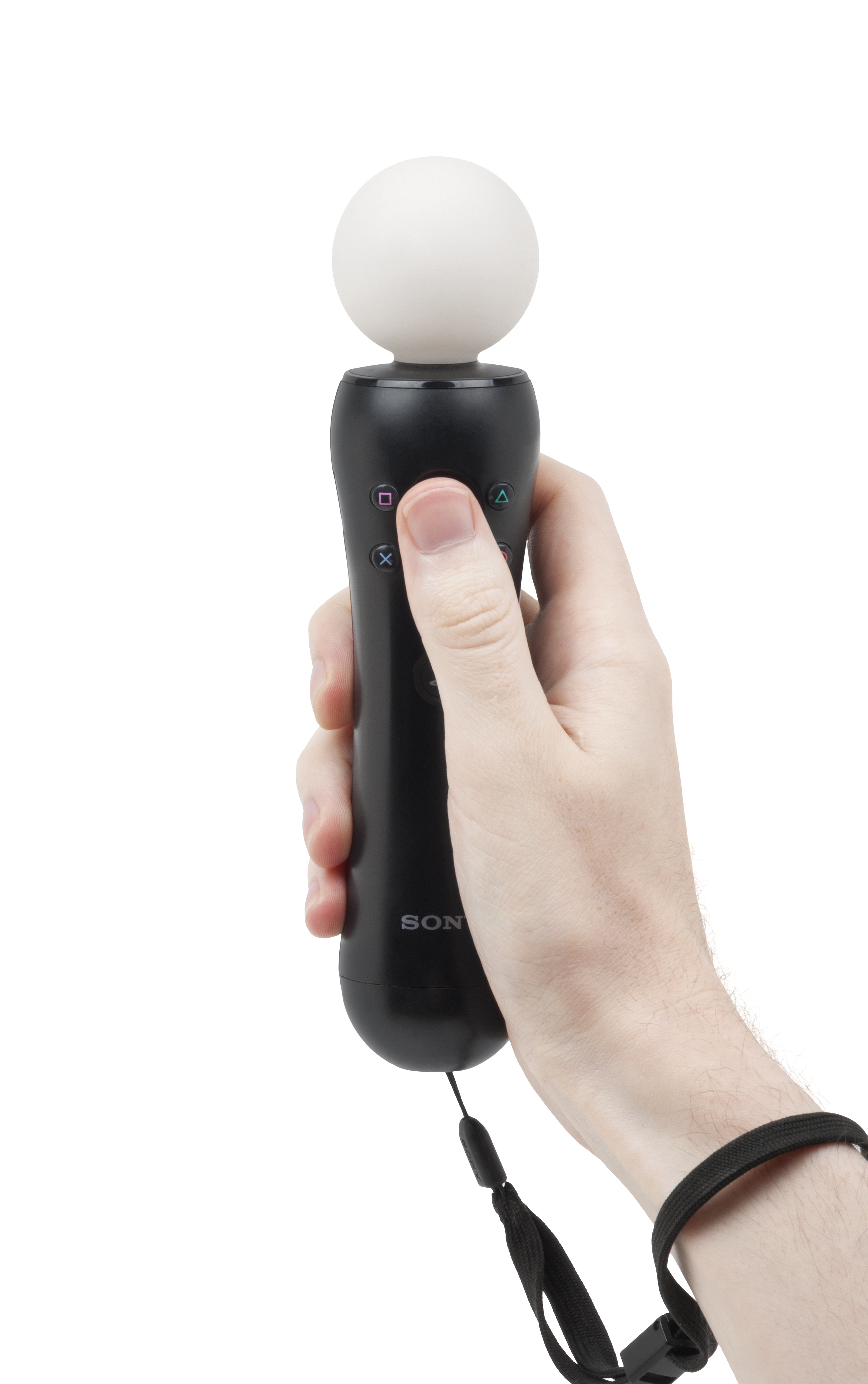
Gra początkowo projektowana była jako tytuł wykorzystujący kontroler ruchowy Move

W latach 2008–2010 nad grą pracowało London Studio. W 2010 pieczę nad projektem przejęło inne brytyjskie studio, Supermassive Games, a jego istnienie ujawniono przypadkowo po tym, jak Sony zarejestrowało nowy znak towarowy – Until Dawn. Reżyserem projektu został Will Byles, który dołączył do zespołu w 2010. Studio planowało stworzenie nowej gry na PlayStation 3 wykorzystującej kontroler ruchowy Move, na który duży nacisk położyło w swojej poprzedniej produkcji – Start the Party! (2010). Gra miała przypominać horror z podgatunku slasher, ale przeznaczony dla młodszych odbiorców, stanowiących dla Sony Computer Entertainment docelową grupę odbiorców kontrolera ruchowego Move. Studio zatrudniło amerykańskich scenarzystów, którzy wcześniej pracowali już przy horrorach – Larry’ego Fessendena, scenarzystę i reżysera takich filmów jak Habit (1997) czy Trupy sprzedaję (2008), oraz Grahama Reznicka. Na zaangażowanie Amerykanów zdecydowano się, ponieważ według Bylesa brytyjscy scenarzyści pisali w sposób zbyt „zaściankowy”, niepasujący do horroru.
W pierwotnych założeniach korzystanie z kontrolera ruchowego było obowiązkowe i nie przewidziano możliwości grania przy użyciu gamepada. Poruszając kontrolerem, gracz sterował promieniem światła latarek noszonych przez postacie przemierzające lokacje w perspektywie pierwszoosobowej; kontroler służył również do wchodzenia w interakcje z przedmiotami i rozwiązywania zagadek. W tej wersji gry postacie sporadycznie mogły korzystać z broni palnej, umożliwiała ona również rozgrywkę kooperacyjną dla dwóch osób, co miało stanowić zachętę dla grupy docelowej określonej przez Sony – młodych par w wieku dwudziestu kilku lat.
Podczas targów Gamescom 2012 zaprezentowano fragment rozgrywki, który spotkał się z pozytywnym przyjęciem. Według Bylesa wynikało ono z unikatowego tonu gry, która w porównaniu z konkurencją sprawiała wrażenie „świeżej”. Po pierwszym pokazie największym zarzutem wobec tytułu była konieczność obsługiwania go za pomocą kontrolera ruchowego – większość zainteresowanych stwierdziła, że nie kupi go wyłącznie dla jednej gry. W tym momencie Until Dawn znajdowało się już w fazie alfa, a Byles eksperymentujący z debugowaniem kamery odkrył potencjał, jaki niesie perspektywa trzecioosobowa. Przyczyniło się to do zmiany koncepcji z pierwszoosobowej przygodówki na bardziej „filmowe” doświadczenie. Postanowiono również, że gra zostanie wydana na PlayStation 4, co pozwoli na jej rozbudowanie i przerobienie na produkcję dla dorosłych. Sony zatwierdziło pomysł studia, zezwalając na zmianę gatunku, podniesienie kategorii wiekowej oraz opóźnienie premiery, która miała zbiegać się z rynkowym debiutem następnej konsoli firmy. Według Ashley Reed z GamesRadaru zmiany w rozgrywce pozwoliły na to, żeby „ścieżka dźwiękowa, charakteryzacja postaci i praca kamery mogły zabłysnąć”. Zmiana koncepcji przyczyniła się również do ponownego obsadzenia większości ról. Brett Dalton – zaangażowany w projekt jeszcze w czasach, kiedy powstawał on z myślą o PlayStation 3 – wyraził przekonanie, że zmiany te były podyktowane chęcią zatrudnienia bardziej rozpoznawalnych aktorów.
Po wprowadzeniu zmian twórcy nawiązali współpracę ze studiami Cubic Motion i 3Lateral, żeby zanimować postacie przy użyciu performance capture. Konieczna była także zmiana oprawy graficznej, postawiono więc na wykorzystanie silnika silnika Decima napisanego przez Guerrilla Games, wprowadzając jednak do niego zmiany w systemie oświetlenia. Zespół położył duży nacisk na użycie efektów cząsteczkowych i oświetlenia wolumetrycznego, żeby odpowiednio oświetlić lokacje. Pomimo przejścia na perspektywę trzeciej osoby zdecydowano się na kamerę ustawioną pod stałym kątem, której gracz nie może zmienić, podobnie jak np. we wczesnych grach z serii Resident Evil. Rozwiązanie to początkowo spotkało się z chłodnym przyjęciem wielu członków zespołu, którzy uznali je za przestarzałe, jednak Byles i kierownik produkcji Lee Robinson rozrysowali scenorysy, żeby zapewnić, że każdy kąt kamery służy celom narracyjnym i nie jest wybrany przypadkowo. Sztywne ustawienie kamery frustrowało testerów jakości, wobec czego studio wprowadziło pewne zmiany, chociażby uniemożliwiając zmianę kamery w przejściach albo drzwiach, jednocześnie usuwając niektóre sceny, które nie licowały z tymi poprawkami.

### Rozgrywka i fabuła
Żeby zwiększyć zaangażowanie odbiorcy, w grze zaimplementowano system, który nazwano „efektem motyla”. W jego ramach każdy wybór podjęty przez gracza może w jakiś sposób wpłynąć na kształtowanie historii, a ostatecznie przełożyć się na inne zakończenie. Byles przyznał, że „każda postać może przeżyć, tak jak każda może zginąć – w dowolnej kolejności i na różne sposoby”, co pozwoliło na wprowadzenie wielu kierunków, w jakich rozwinąć mogą się poszczególne sceny. Zdaniem Bylesa nie jest możliwe, żeby dwóch graczy doświadczyło Until Dawn w ten sam sposób, ponieważ niektóre sceny – w zależności od podjętych wyborów – mogą być dla nich niedostępne. Rozwiązanie to miało też zachęcać do wielokrotnego przechodzenia gry, żeby poznać całą historię. System dynamicznych decyzji i ich konsekwencji zainspirowany został przez Heavy Rain (2010) studia Quantic Dream. Opracowując rozgałęziającą się fabułę, studio napisało program, który odnotowywał każdy wybór dokonany przez gracza. Byles opisał go jako serię „węzłów” pozwalających twórcom śledzić historię, którą chcą opowiedzieć. Ze względu na liczne rozgałęzienia za każdym razem, kiedy chciano zmienić jakiś szczegół, scenarzyści musieli zweryfikować, jaki może mieć on wpływ na to, co wydarzy się później. Kiedy rozpoczęły się nagrania z udziałem aktorów, zespół unikał wprowadzania znaczących poprawek do scenariusza, koncentrując się raczej na poprawieniu tempa i odpowiednim wyreżyserowaniu napisanych już scen. Byles przyznał w późniejszych latach, że ze scenariusza usunięto m.in. poboczny wątek ciąży jednej z bohaterek, który uznano za „przesadnie odciągający uwagę od głównej fabuły”.
Restrykcyjny system automatycznego zapisu został zaprojektowany jako „imperatyw”, a nie „kara”. Byles wskazał, że nawet jeśli postać zginęła, nie oznacza to zakończenia historii, która będzie toczyć się dalej aż do finału, a pewne postacie tak naprawdę nie giną, chociaż początkowo może się tak wydawać. Niektóre wątki fabularne celowo przedstawiono w niejasny sposób, żeby mogły zostać rozwinięte później. Byles przyznał, że projekt wyborów był „ryzykowny” i może rozczarować osoby na co dzień obcujące z grami, ale w jego odczuciu podkreślał on grozę. Tempo gry było oparte na tym z Resident Evil i Silent Hill, w których spokojniejsze momenty, kiedy gracz nie napotyka przeciwników, pomagały budować napięcie. Zdaniem głównego projektanta Toma Heatona niepowodzenie w QTE albo dokonanie niewłaściwego wyboru nie jest jednoznaczne z tym, że dana postać zginie, może jednak sprowadzić ją na „trudniejszą, zdradziecką ścieżkę”.
Byles opisał grę jako „prostą” i „kiczowatą”, której fabuła i klimat nawiązują do typowego filmowego horroru dla nastolatków. Fabuła inspirowana była klasycznymi filmami grozy. Twórcy przyglądali się kliszom i popularnym motywom z horrorów, żeby przerobić je na własną modłę. Wśród filmów, z których czerpano inspiracje, wymieniono m.in. Psychozę Alfreda Hitchcocka (1960), Nawiedzony dom Roberta Wise’a (1963), Egzorcystę Williama Friedkina (1973), Halloween Johna Carpentera (1978) Ducha Tobe’a Hoopera (1982), Martwe zło II Sama Raimiego (1987) czy Obecność Jamesa Wana (2013). Scenariusz Fessendena i Reznicka liczył blisko dziesięć tysięcy stron. Grywalne postacie zostały przedstawione jako archetypy bohaterów z horrorów, które w miarę postępów w fabule miały okazać się bardziej zniuansowane. Według scenarzystów, gry komputerowe – w odróżnieniu od filmów – mogą wykorzystać spokojniejsze momenty, żeby pozwolić postaciom na wyrażenie siebie. Ze względu na to, że wybory dokonywane przez gracza mają istotne przełożenie na fabułę, nie może on już śmiać się z nielogicznych decyzji podejmowanych przez bohaterów, jak np. uciekanie przed mordercą na piętro, ponieważ podjął je sam. Jednym z celów twórców było zapewnienie, żeby gracz bardziej zżył się z bohaterami, a ich ewentualna śmierć była dla niego bardziej dotkliwa. Kiedy twórcy zdecydowali się na wykorzystanie performance capture znacząco ograniczono liczbę dialogów, ponieważ różne informacje można było wówczas przekazać poprzez grę aktorską. Scenariusz napisano jako nieliniową opowieść. Jako pierwszy ukończono scenariusz do rozdziału ósmego, co doprowadziło do pewnych nieścisłości fabularnych w innych rozdziałach.
Na etapie projektowania zamierzeniem twórców było wzbudzenie w graczach strachu, co wymagało odpowiedniego wyważenia proporcji grozy, terroru i obrzydliwości. Studio w większości przypadków korzystało z grozy, którą Byles określił jako „niepewność przed niewidzialnym zagrożeniem”. Żeby upewnić się, że całość jest wystarczająco straszna, twórcy mierzyli reakcje skórno-galwaniczne testerów. Byles opisał Until Dawn jako grę sprowadzającą „horror z powrotem do jego korzeni”, w odróżnieniu od wielu konkurentek stawiającą na budowanie napięcia, a nie na akcję.

### Muzyka
Jason Graves rozpoczął prace nad ścieżką dźwiękową w 2011 roku, a trzy sesje nagraniowe z orkiestrą zrealizowano w przeciągu roku. Żeby sprecyzować dokładnie, w jakim kierunku powinna podążać muzyka, Graves konsultował się z reżyserem dźwięku Barneym Prattem. Jako pierwszy skomponował motyw przewodni, który uznał za dobrze oddający to, co chcą osiągnąć twórcy, i przedstawił go Supermassive Games. Muzyka do Until Dawn jest reaktywna i staje się tym głośniejsza, im bardziej grywalna postać zbliża się do zagrożenia. Komponując muzykę, Graves mieszał ze sobą dźwięki melodyczne i atoniczne, a żeby odpowiednio oddać fabułę opierającą się na tajemnicy, używał motywów niejasnych tonalnie. Pisząc muzykę, inspirował się twórczością Krzysztofa Pendereckiego i Jerry’ego Goldsmitha.

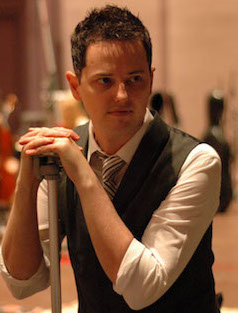
Jason Graves

Ponieważ w grze ważną mechanikę stanowi efekt motyla, Graves zdecydował się na techniki montażu dźwięku wykorzystywane w przemyśle filmowym. Orkiestra nie grała całych kompozycji, a jedynie segmenty, na jakie podzielił je Graves, które następnie w studiu dowolnie zmieniał i łączył ze sobą. Chcąc odpowiednio oddać fakt, że fabuła rozgrywa się w górach, korzystał z shakera wykonanego z kozich racic, słyszanego także w kluczowych momentach fabuły. Znaczny nacisk położono również na wykorzystanie syntezatorów, co miało stanowić hołd dla muzyki Johna Carpentera. Podczas trzech sesji nagrań z orkiestrą zarejestrowano jedynie około trzydziestu minut motywów muzycznych z melodią i progresją. Pozostały czas przeznaczono na nagranie 8–10 godzin dźwięków i muzyki tła, które Graves następnie łączył ze sobą, żeby przekazać różne emocje towarzyszące konkretnym scenom. Decimę zaprogramowano w taki sposób, żeby nakładać na siebie warstwy muzyki w zależności od wyborów podejmowanych przez gracza, a na potrzeby gry stworzono łącznie około piętnastu godzin muzyki. Piosenkę tytułową – interpretację amerykańskiej folkowej pieśni „O’ Death” – wykonała Amy van Roekel.

### Dystrybucja i marketing
Until Dawn zapowiedziano oficjalnie podczas targów Gamescom 2012 jako grę mającą ukazać się w 2013 roku na PlayStation 3. Po zmianie koncepcji pojawiły się pogłoski, jakoby produkcja miała zostać skasowana przez Sony, jednak prezes Supermassive Games Pete Samuels zdementował te doniesienia. W nowej odsłonie tytuł zaprezentowano na Gamescomie w 2014. Chociaż Until Dawn powstało jako gra na wyłączność na PlayStation 4, była bardzo oszczędnie promowana przez Sony, które bardziej koncentrowało się na produkcjach zewnętrznych studiów, takich jak Destiny (2014). 31 lipca 2015 potwierdzono, że nośniki z grą zostały skierowane do tłoczni celem ich powielania. Until Dawn trafiło do sprzedaży w sierpniu 2015 (25 sierpnia w Ameryce Północnej, 26 sierpnia w Unii Europejskiej, 27 sierpnia w Japonii i 28 sierpnia w Wielkiej Brytanii) – dwa lata później względem pierwotnie przewidzianej daty premiery. Gracze, którzy zamówili grę w przedsprzedaży, otrzymywali dostęp do krótkiej dodatkowej sceny z Mattem i Emily. Poza standardowym wydaniem do sprzedaży trafiła także edycja w steelbooku. W wersji gry przeznaczonej na rynek japoński, wydanej pod tytułem Antiru dōn: Sangeki no sansō (jap. アンティル・ドーン 惨劇の山荘 „Until Dawn: Tragedia w górskiej willi”), ocenzurowano sceny śmierci, żeby mogła zostać dopuszczona do sprzedaży przez tamtejszą Computer Entertainment Rating Organization. Sony Computer Entertainment Polska w ramach promocji gry opublikowało materiały z aktorkami udzielającymi głosów w polskim dubbingu – Aleksandrą Szwed, Mają Bohosiewicz i Martą Wierzbicką – w studiu nagraniowym oraz grającymi w polską wersję Until Dawn. W październiku 2015 z okazji Halloween zorganizowano ograniczone czasowo wydarzenie, podczas którego gracze mogli znaleźć w świecie gry jedenaście dyń.
31 stycznia 2024 zapowiedziano remake gry przeznaczony na PlayStation 5 i Windows, opracowywany przez Ballistic Moon – studio założone przez byłych pracowników Supermassive Games, pracujących wcześniej również nad Until Dawn. Nowa wersja, opracowana na Unreal Enginie 5, zawiera liczne usprawnienia graficzne, kamerę z widokiem zza ramienia postaci czy nowe rodzaje totemów, a nową muzykę do niej skomponował Mark Korven. Chociaż fabuła pozostała w większości niezmieniona, dodano nowe interakcje pomiędzy postaciami, dialogi, rozszerzony prolog i nowe zakończenia, a także zmieniono także miejsca, w których bohaterowie mogą znaleźć totemy. Wersja windowsowa umożliwia sterowanie zarówno za pomocą DualSense’a, jak i klawiatury i myszy; z myślą o graczach niekorzystających z kontrolera zmieniono sterowanie w sekwencjach „nie ruszaj się”. Remake trafił do sprzedaży 4 października 2024.

## Odbiór
Until Dawn spotkało się z ogólnie pozytywnym przyjęciem ze strony recenzentów. Średnia ocen gry w agregatorze recenzji Metacritic wynosi 79/100, a w OpenCritic wynosi 79 w przypadku recenzji zwieńczonych ocenami; ogółem – po uwzględnieniu także recenzji bez ocen – grę poleca 48% recenzentów OpenCritic.
Jeff Marchiafava z „Game Informera” stwierdził, że Supermassive Games „dopracowało formułę [przygodówki] do standardów produkcji AAA”. Docenił system efektu motyla, zauważając, że pewne wybory w znaczący sposób wpływały na fabułę. Jessica Vazquez w recenzji dla Game Revolution uznała ów system za „mile widziane ograniczenie”, dzięki któremu gracze nie poznają konsekwencji swoich wyborów nierzadko aż do finału. Alexa Ray Corriea z GameSpotu doceniła Until Dawn za mające znaczenie wybory i związaną z nimi „paranoję” podczas podejmowania kluczowych decyzji, które mogą skutkować śmiercią postaci. Pochwaliła także złożoność i zawiłość systemu pozwalającego na wielokrotne przechodzenie gry i odkrywanie za każdym razem czegoś nowego. Recenzent „Electronic Gaming Monthly” Mollie L. Patterson stwierdził, że efekt motyla jest „fantastyczną” mechaniką, jednak twórcom nie udało się w pełni wykorzystać jej potencjału. Zdaniem Chrisa Cartera z Destructoidu system ten jest jedynie „szpanerstwem”, a w jego odczuciu podejmowane wybory nie wpływają znacząco na fabułę. Według Louise Blain z GamesRadaru większość decyzji podjętych przez graczy w pierwszej połowie gry jest bez znaczenia, a sytuacja ta zmienia się diametralnie dopiero w drugiej. Phillip Kollar z Polygonu uszanował decyzję studia odnośnie do braku możliwości ręcznego zapisywania gry, uznał jednak, że była ona przesadnie surowa dla graczy, jeżeli o śmierci postaci zdecydować może omyłkowe niezaliczenie quick time eventu.
Carterowi spodobał się świat przedstawiony, który uznał za rozległy i interesujący. Chwalił też grę aktorską, przede wszystkim Petera Stormarego, oraz interludia z jego udziałem, które wraz z każdą kolejną sesją stawały się coraz bardziej niepokojące. Ray Corriea poza grą aktorską chwaliła także muzykę Gravesa, która w jej opinii podkreślała „panikę, grozę i cierpienie”. Według Kollara warstwę aktorską podkopywały niedociągnięcia w technice przechwytywania ruchu postaci. Marchiafavie spodobała się „frapująca” fabuła i chwalił twórców za sprawne połączenie różnych znanych z horrorów motywów przy jednoczesnym umiejętnym wpleceniu w tę formułę kilku zwrotów akcji. Zarówno Marchiafavie, jak i Deanowi Takahashiemu z VentureBeat spodobały się postacie, które rozwijały się wraz z postępami w fabule, a według Ray Correi gracze mogą łatwo utożsamić się z nimi. Blain i Patterson uznali Until Dawn za „list miłosny” do filmów grozy; Patterson zwrócił także uwagę na podobieństwa do „teen slasherów klasy B”. W podobnym tonie wypowiedział się Andrew Webster z The Verge, stwierdzając, że Until Dawn łączy w sobie elementy zarówno z filmów, jak i gier grozy, całościowo tworząc „przerażające doświadczenie”, a fakt, że gracz ma kontrolę nad wydarzeniami, czyni z gry „coś wyjątkowego”. Odmienne przekonanie wyraziła Lucy O’Brien z IGN-u; jej zdaniem sztywne trzymanie się zasad gatunku rozmywa straszniejsze momenty i „ucztuje na charakterystycznych dla slasherów idiotyzmach”. Negatywnie wypowiedziała się także na temat niespójnego tonu całości. Kollarowi nie spodobał się scenariusz, a w swojej recenzji krytykował też „niezręczny montaż, długie momenty niezamierzenie komicznej ciszy oraz skakanie pomiędzy scenami i perspektywami bez oglądania się na gracza”. Część polskich recenzentów krytykowała rodzimą wersję językową – tak dubbing, uznany za nierówny bądź słaby, jak i tłumaczenie.
Carter uznał rozgrywkę za nieoryginalną, chociaż większość krytyków wyraziła przekonanie, że twórcom udało się sprawnie wykorzystać mechanikę quick time eventów do zwiększenia zaangażowania ze strony gracza. Według Ray Corriei sekwencje „nie ruszaj się” to jeden z elementów najbardziej potęgujących napięcie. Zdaniem Marchiafavy sceny wymagające szybkiego wciskania przycisków były jednymi z najlepszych w jakiejkolwiek grze, nierzadko wymagającymi od gracza dużej precyzji. Patterson uznał rozgrywkę za typową dla gatunku; podobały mu się sekwencje QTE, które w jego opinii pasowały do całościowego tonu i tematyki gry. Wskazał jednak, że sterowanie jest bardzo toporne, sugerując, że może być ono pozostałością po czasach, kiedy grę opracowywano z myślą o kontrolerach ruchowych. Ray Corriei nie spodobała się liniowość i brak możliwości wchodzenia w interakcje ze środowiskiem, co w jej opinii stanowiło niewykorzystany potencjał świata przedstawionego. Blain chwaliła spokojniejsze momenty, podczas których gracz może po prostu chodzić i badać otoczenie, oraz wymuszone kąty kamery, jej zdaniem zwiększające napięcie i podkreślające co bardziej przerażające sceny. Według Takahashiego poruszanie się w trójwymiarowym środowisku było niezręczne. O’Brien skrytykowała słabo zaimplementowane sterowanie ruchowe oraz QTE, które w wielu miejscach uznała za męczące. Część krytyków chwaliła projekt i zróżnicowanie poziomów. Znajdźki uznano za znaczące, jako przedmioty rozwijające wiedzę o świecie i pozwalające wejrzeć w mogącą się wydarzyć przyszłość.
Remake został oceniony przez recenzentów mniej przychylnie – średnia jego ocen wynosi 71/00 w Metacriticu i 69/100 (40% poleceń) w OpenCriticu. Aimee Hart z „Rolling Stone” stwierdziła, że pomimo dziewięciu lat od premiery oryginalna gra nadal jest wciągająca, pochwaliła jednak remake za usprawnioną oprawę graficzną i wprowadzone przez Ballistic Moon opcje przystępności. Niektórzy, jak Ben Lyons z Gamereactor czy Tristian Oglivie z IGN-u, krytykowali sztywne animacje postaci oraz problemy z utrzymaniem stabilnej liczby klatek na sekundę. Oglivie stwierdził dodatkowo, że za sprawą nowej trzecioosobowej kamery remake jest mniej „filmowy” od pierwowzoru. Według Rebeki Jones z VG247 twórcy zaprzepaścili okazję, żeby wprowadzić do gry możliwość grania w kilka osób, obecnej w serii The Dark Pictures Anthology. Sammy Baker skrytykował Sony za wydanie remake’u w cenie nowej gry bez zaoferowania możliwości ulepszenia graczom, którzy zakupili już oryginał – dostępny w sprzedaży cyfrowej na PlayStation 5 i kosztujący znacznie mniej. W podobnym tonie wypowiedział się także Oglivie, który uznał cenę odświeżonej wersji za „rozbój w biały dzień”, czy Eugeniusz Siekiera z „CD-Action”. Wielu recenzentów kwestionowało zasadność opracowywania remake’u, uznając go za niepotrzebny.

### Sprzedaż
Według danych pracowni Chart-Track Until Dawn w tygodniu premiery było drugą pod względem sprzedaży grą w Wielkiej Brytanii, ustępując jedynie Gears of War: Ultimate Edition. W sierpniu 2015 zajęło także siódme miejsce wśród najlepiej sprzedających się gier w Stanach Zjednoczonych i było najpopularniejsze na YouTubie. Sony zaskoczyło pozytywne przyjęcie ze strony recenzentów oraz duże zainteresowanie grą na platformie wideo Google. Shūhei Yoshida, prezes SCE Worldwide Studios, nazwał Until Dawn „uśpionym hitem”. Pete Samuels przyznał, że sprzedaż Until Dawn przekroczyła prognozy firmy, nie podał jednak konkretnej liczby sprzedanych egzemplarzy.
W Wielkiej Brytanii remake był czternastą pod względem sprzedaży grą w pierwszym tygodniu od jego wydania. Niedługo po premierze na Steamie w remake w szczytowym momencie grało jednocześnie 2607 osób, co stanowi jeden z najgorszych wyników, jakie osiągnęło Sony na tej platformie – za Concordem (2024) i Sackboyem: Wielką przygodą (2022).

### Nagrody i wyróżnienia
| Rok  | Nagroda / organizacja                          | Kategoria                               | Nominowany             | Wynik     |
| ---- | ---------------------------------------------- | --------------------------------------- | ---------------------- | --------- |
| 2015 | Golden Joystick Awards                         | gra roku na PlayStation                 | Until Dawn             | nominacja |
| 2015 | The Game Awards                                | najlepsza narracja                      | Until Dawn             | nominacja |
| 2016 | SXSW Gaming Awards                             | najlepsze osiągnięcie techniczne        | Until Dawn             | nominacja |
| 2016 | National Academy of Video Game Trade Reviewers | najlepszy aktor drugoplanowy w dramacie | Brett Dalton jako Mike | nominacja |
| 2016 | National Academy of Video Game Trade Reviewers | najlepszy dźwięk w nowej marce          | Until Dawn             | nominacja |
| 2016 | British Academy Games Awards                   | najlepsza gra brytyjska                 | Until Dawn             | nominacja |
| 2016 | British Academy Games Awards                   | największa innowacja                    | Until Dawn             | nominacja |
| 2016 | British Academy Games Awards                   | najlepsza nowa marka                    | Until Dawn             | wygrana   |
| 2016 | British Academy Games Awards                   | najlepsza fabuła                        | Until Dawn             | nominacja |

## Powiązane utwory
Przed zakończeniem współpracy z Sony Supermassive Games opracowało dla wydawcy m.in. jeszcze dwie gry osadzone w świecie Until Dawn. W 2016 roku na PlayStation VR ukazał się spin-off Until Dawn: Rush of Blood – celowniczek, w którym gracz wsiada do wagonika w upiornym parku rozrywki i przejeżdżając przezeń strzela do atakujących go potworów. W 2018, także na PSVR, wydano prequel The Inpatient przedstawiający losy uratowanych w 1952 górników przebywających w sanatorium Blackwood Pines. Po zakończeniu współpracy z Sony prawa do marki pozostały u wydawcy, podczas gdy Supermassive Games kontynuuje produkowanie przygodówek w konwencji horroru. Jedną z nich jest wydane w 2022 przez 2K Games The Quarry, określane przez twórców mianem duchowego następcy Until Dawn.
17 stycznia 2024 poinformowano, że w planach znajduje się film na podstawie marki Until Dawn produkowany przez wytwórnie Screen Gems i PlayStation Productions. Na jego reżysera wybrano Davida F. Sandberga, a na scenarzystę Gary’ego Daubermana, który poprawił pierwotną wersję scenariusza napisaną przez Blair Butler. W obsadzie znaleźli się m.in. Ella Rubin, Michael Cimino, Ji-young Yoo, Odessa A’zion, Maia Mitchell oraz Peter Stormare, ponownie wcielający się w doktora Hilla. Zdjęcia do filmu trwały od 5 sierpnia do 4 października 2024. Kilka dni po ich zakończeniu ogłoszono, że jego premierę zaplanowano na 25 kwietnia 2025. Film nie jest adaptacją Until Dawn, a osadzoną w tym samym uniwersum odrębną historią z nowymi postaciami. Te, trafiwszy do tajemniczego domu, zostają uwięzione w pętli czasowej nawiązującej do nieliniowości gry: każdej nocy giną w makabrycznych okolicznościach, przed śmiercią starając się zdobyć wskazówki odnośnie do tego, jak przeżyć do świtu i przerwać cykl.